# 全氟丙二磺酰亚胺锂
全氟丙二磺酰亚胺锂是一种有机磺酰胺的锂盐，化学式为LiC3F6NO4S2。它可以1,3-丙二磺酰氟为原料，经电解氟化、氨解后和氢氧化锂反应制得。它和二茂钌氯化物反应，可以得到二茂钌全氟丙二磺酰亚胺盐。